# Deois terrea
Deois terrea är en insektsart som först beskrevs av Ernst Friedrich Germar 1821.  Deois terrea ingår i släktet Deois och familjen spottstritar. Inga underarter finns listade i Catalogue of Life.